# Freyeria albolunulata
Freyeria albolunulata är en fjärilsart som beskrevs av Hayward 1926. Freyeria albolunulata ingår i släktet Freyeria och familjen juvelvingar. Inga underarter finns listade i Catalogue of Life.